# Баранешти (Арђеш)
Баранешти (рум. Bărănești) насеље је у Румунији у округу Арђеш у општини Уда. Oпштина се налази на надморској висини од 396 m.

## Становништво
Према подацима из 2002. године у насељу је живело 221 становника, од којих су сви румунске националности.